# Joacim Cans
Joacim Cans (ur. 19 lutego 1970) – szwedzki muzyk. Na początku swojej kariery grał w zespołach Lost Horizon i Warlord. Obecnie śpiewa w szwedzkim zespole power metalowym Hammerfall, do którego został przyjęty w kwietniu 1996 roku. Nagrał także dwa albumy solowe.

## Dyskografia
Albumy solowe
| Beyond the Gates            | - Data: 19 kwietnia 2004 - Wydawca: Noise Records           | —  |
| Nu kan mörkret falla        | - Data: 30 października 2013 - Wydawca: Columbia/Sony Music | 20 |
| "—" album nie był notowany. |                                                             |    |

## Musicale
- Rock of Ages (2013, Chinateatern, Sztokholm, reżyseria: Anders Albien)[5][6][7]